# Aleksandar Rakić (Mixed-Martial-Arts-Kämpfer)
Aleksandar Rakić (* 6. Februar 1992 in Wien) ist ein österreichischer MMA-Kämpfer. Er tritt im Halbschwergewicht in der US-Organisation Ultimate Fighting Championship (UFC) an.

## Leben und Karriere

### Karrierebeginn und erster MMA-Kampf
Aleksandar Rakić wurde am 6. Februar 1992 als Sohn eines aus der Sozialistischen Republik Serbien stammenden und in Wien sesshaft gewordenen Busfahrers geboren. Er wuchs in Wien-Ottakring als eines von drei Kindern (ein Bruder und eine Schwester) auf und begann im Jahre 2005 als 13-Jähriger mit dem Kickboxen. Er arbeitete sich im Laufe der Jahre immer weiter nach oben und wurde unter anderem Wiener Landesmeister. Des Weiteren trat er kurzzeitig auch als Boxer in Erscheinung und absolvierte drei offizielle Kämpfe. Nachdem ihm das Kickboxen und Boxen laut eigener Aussage „zu langweilig“ geworden war und er „mehr wollte“, wechselte Rakić im Jahre 2011 zu Mixed Martial Arts (MMA). Bis zu diesem Wechsel soll er bereits in rund 40 offiziellen Kickboxkämpfen im Einsatz gewesen sein. Am 15. Oktober 2011 bestritt der serbischstämmige Kämpfer bei der Veranstaltung Rock the Cage 2 in Greifswald seinen ersten MMA-Kampf. Diesen verlor Rakić allerdings bereits nach einer Zeit von 4:34 Minuten in der ersten Runde gegen den aus Greifswald stammenden Christian Radke durch Aufgabe.

### Kämpfe in Deutschland und Österreich
Der in der Brigittenau lebende Rakić bestritt bereits am 4. Februar 2012 beim New Talents 15 in Erfurt seinen zweiten MMA-Kampf und gewann diesen bereits nach 1:42 Minuten in der ersten Runde durch ein TKO über Carsten Lorenz. Bei Iron Fist: Vendetta 3 am 18. März 2012 in Wien war es abermals ein TKO, das nach einer Zeit von 4:30 Minuten in der zweiten Runde gegen Richard Longhimo für einen Sieg reichte. Bei seinem dritten Kampf in diesem Jahr war er auch gegen den routinierten László Czene, der zumeist abwechselnd als Boxer und MMA-Kämpfer in Erscheinung tritt, erfolgreich. Beim WFC: Challengers 3 am 3. Juni 2012 in Wien war Rakić abermals bereits in der ersten Runde siegreich und erzielte per Head Kick seinen ersten KO-Sieg.
Im darauffolgenden Jahr bestritt Rakić, der unter anderem bereits an der Amateur-Weltmeisterschaft in Mixed Martial Arts in Las Vegas teilgenommen hatte und mit dem erfolgreichen Alexander Gustafsson in dessen Heimat Schweden trainierte, lediglich einen einzigen offiziellen Kampf. Bei Vendetta: Rookies 2 am 6. Juli 2013 in Wien konnte er seinen Kontrahenten Peter Rozmaring mittels North-South Choke bereits nach einer Zeit von 1:32 Minuten in der ersten Runde zur Aufgabe zwingen. Bei der HG: Heimgala 2 am 13. September 2014 konnte sich Rakić erst kurz vor Ende von Runde 1 gegen seinen aus Ungarn stammenden Gegner Norbert Peter durch ein TKO durchsetzen. Gegen Ende des Jahres trat er zudem bei der Final Fight Championship an und bestritt in dieser am 6. Dezember 2014 einen länger dauernden Kampf gegen den Marcin Prachnio. Erst nach 3:00 Minuten konnte sich der gebürtige Wiener in Runde 3 gegen den Polen durchsetzen und gewann durch ein TKO.
Zu einem schnellen Ende kam Rakić bei seinem nachfolgenden MMA-Kampf gegen Martin Batur aus Kroatien im Zuge der Austrian Fight Challenge 1 am 20. Juni 2015 in Wien. Bereits nach 26 Sekunden führte ein linker Haken von Rakić zu einem KO in der ersten Runde. Als dritter Österreicher nach Nandor Guelmino und Mairbek Taisumov erhielt der durch zwei Knieoperation immer wieder in seiner Laufbahn zurückgeworfene Rakić einen Vertrag bei der US-Organisation Ultimate Fighting Championship (UFC), bei der er für vier Kämpfe in den nächsten zwei Jahren unterschrieb. In der Vorbereitung auf seine UFC-Laufbahn absolvierte der in seiner Heimat als Hotelfachmann ausgebildete, später aber kurzzeitig als Lagerarbeiter tätig gewesene Rakić einen Kampf bei der Austrian Fight Challenge 5 gegen den Brasilianer Sergio Souza. Noch in der ersten Runde konnte sich Rakić mit einem TKO gegen seinen Kontrahenten beweisen.

### Debüt in der UFC
Am 2. September 2017 gab Rakić, der in Wien bei Gym 23 trainiert, sein offizielles UFC-Debüt. Bei der UFC Fight Night: Volkov vs. Struve in Rotterdam stand er im Halbschwergewicht dem Brasilianer Francimar Barroso gegenüber. Als nach drei absolvierten Runden noch immer kein Sieger feststand, entschied die Punktewertung (einstimmige Entscheidung) zugunsten des Österreichers. Am 24. Februar 2018 wäre Rakić bei UFC on Fox: Emmett vs. Stephens in Orlando für einen Kampf gegen Gadzhimurad Antigulov gesetzt gewesen, konnte diesen Kampf jedoch nicht bestreiten, da am 7. Februar 2018 der verletzungsbedingte Ausfall seines russischen Kontrahenten bekanntgegeben wurde und der Kampf dadurch ausfiel. Stattdessen absolvierte er anlässlich der UFC Fight Night: Shogun vs. Smith am 22. Juli 2018 in Hamburg seinen nächsten offiziellen UFC-Kampf. Hierbei traf er auf den bisher noch ungeschlagenen US-Amerikaner Justin Ledet, gegen den er einen technisch klar besseren Kampf ablieferte. Als nach drei Runden abermals kein Gewinner feststand, entschied die Punktewertung abermals einstimmig für den serbischstämmigen Athleten. Rakić dominierte mit 263 Schlägen auf Ledet, der es gerade mal auf 28 Schläge gebracht hatte, klar und stellte damit einen neuen UFC-Rekord im Halbschwergewicht auf. Am 8. Dezember 2018 bestritt der Österreicher, dessen Einlaufmusik das Lied Ready for War von 50 Cent ist, bei UFC 231: Holloway vs. Ortega seinen dritten UFC-Kampf, bei dem er auf den US-amerikanischen MMA-Kämpfer Devin Clark traf. Durch ein TKO nach 4:05 Minuten konnte Rakić den Kampf in Toronto noch in der ersten Runde für sich entscheiden. Während seiner Zeit in den Vereinigten Staaten trainiert Rakić unter anderem beim renommierten American Top Team. Seinen nächsten Sieg konnte er gegen Jimi Manuwa holen. Er besiegte den Engländer durch einen herausragenden linken Roundhouse-Kick in der ersten Runde. Am 21. Dezember 2019 traf Rakic bei der Fight Night in Südkorea auf den Schweizer Volkan Özdemir. Dieser Kampf überdauerte die vollen drei Runden und wurde in einer split decision umstritten zugunsten Özdemirs entschieden. Darauffolgend kämpfte Aleksandar Rakic am 29. August 2020 in Las Vegas gegen den US-Amerikaner Anthony Smith. Dies war das erste Main Event des serbischstämmigen Kämpfers, welches allerdings durch eine kurzfristige Zusage nur drei Runden ging. Dabei dominierte Rakic seinen Gegner den vollen Kampf über am Boden und gewann einstimmig. Zudem fügte Rakic Anthony Smith mit seinem Leg Kicks enormen Schaden zu und konnte durch diese sogar einen Knockdown erlangen.
Am 6. März 2021 traf Aleksandar Rakic auf den Brasilianer Thiago Santos, welcher beinahe den ehemaligen light heavyweight König Jon Jones bezwang. Auch hier konnte Rakic den Kampf einstimmig für sich entscheiden und überzeugte mit seinem sauberen Kickboxen und seiner taktischen Herangehensweise.
Momentan ist Aleksandar Rakic fünfter auf der UFC-Rangliste in seiner Division. Am 20. Juli 2025 veröffentlichte er die Unterzeichnung seines bereits vierten Vertrags mit der UFC.

## Kampfstatistik
| Ergebnis   | Gegner            | Siegart                        | Zeit    | Veranstaltung                                | Datum              |
| Niederlage | Jan Blachowicz    | TKO (Knie Verletzung)          | R3 1:11 | UFC on ESPN: Błachowicz vs. Rakić            | 14. Mai 2022       |
| Sieg       | Thiago Santos     | Punktentscheidung (einstimmig) | R3 5:00 | UFC 259 Blachowicz vs. Adesanya              | 6. März 2021       |
| Sieg       | Anthony Smith     | Punktentscheidung (einstimmig) | R3 5:00 | UFC Fight Night: Smith vs. Rakić             | 29. August 2020    |
| Niederlage | Volkan Özdemir    | Punktentscheidung (geteilt)    | R3 5:00 | UFC Fight Night: Edgar vs. The Korean Zombie | 21. Dezember 2019  |
| Sieg       | Jimi Manuwa       | KO (Tritt gegen den Kopf)      | R1 0:42 | UFC Fight Night: Gustafsson vs. Smith        | 1. Juni 2019       |
| Sieg       | Devin Clark       | TKO (Schläge)                  | R1 4:05 | UFC 231: Holloway vs. Ortega                 | 8. Dezember 2018   |
| Sieg       | Justin Ledet      | Punktentscheidung (einstimmig) | R3 5:00 | UFC Fight Night: Shogun vs. Smith            | 22. Juli 2018      |
| Sieg       | Francimar Barroso | Punktentscheidung (einstimmig) | R3 5:00 | UFC Fight Night: Volkov vs. Struve           | 2. September 2017  |
| Sieg       | Sergio Souza      | TKO (Schläge)                  | R1 n/V  | Austrian Fight Challenge 5                   | 4. März 2017       |
| Sieg       | Martin Batur      | KO (Schlag)                    | R1 0:26 | Austrian Fight Challenge 1                   | 20. Juni 2015      |
| Sieg       | Marcin Prachnio   | TKO (Schläge)                  | R3 3:00 | Final Fight Championship 16                  | 6. Dezember 2014   |
| Sieg       | Norbert Peter     | TKO (Schläge)                  | R1 4:57 | HG: Heimgala 2                               | 13. September 2014 |
| Sieg       | Peter Rozmaring   | Aufgabe (North-South Choke)    | R1 1:32 | Vendetta: Rookies 2                          | 6. Juli 2013       |
| Sieg       | László Czene      | KO (Tritt gegen den Kopf)      | R1 n/V  | WFC: Challengers 3                           | 3. Juni 2012       |
| Sieg       | Richard Longhimo  | TKO (Schläge)                  | R2 4:30 | Iron Fist: Vendetta 3                        | 18. März 2012      |
| Sieg       | Carsten Lorenz    | TKO (Schläge)                  | R1 1:42 | New Talents 15                               | 4. Februar 2012    |
| Niederlage | Christian Radke   | Aufgabe (Guillotine Choke)     | R1 4:34 | Rock the Cage 2                              | 15. Oktober 2011   |